# 巴加尔
巴加尔（Baggar），是印度拉贾斯坦邦金基农县的一个城镇。总人口14648（2001年）。

## 人口
该地2001年总人口14648人，其中男性8133人，女性6515人；0—6岁人口2070人，其中男1103人，女967人；识字率70.47%，其中男性为81.06%，女性为57.24%。